# Architecture of Integrated Information Systems

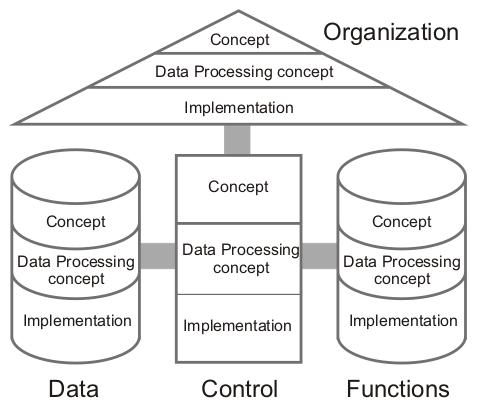

ARIIS (Architecture of Integrated Information Systems) est une approche de modélisation d'entreprise. Elle propose des méthodes pour analyser les processus et obtenir une vue holistique de la conception de processus, du management, des flux de travaux (work flow), et du traitement des applications.
L'approche ARIS ne fournit pas seulement un cadre méthodologique générique et bien documenté, mais aussi un outil puissant de modélisation de processus métier.

## Principes
ARIS repose sur plusieurs perspectives complémentaires :
- les fonctions, qui décrivent des activités métier,
- l'organisation, qui indique quelles entités organisationnelles ou quels rôles interviennent,
- les données traitées,
- l’enchaînement des fonctions et des événements,
- les événements produits ou attendus.

Les principaux modèles utilisés sont ainsi les suivants : 
- les chaines de processus événementielles représente les processus en les décomposant en fonctions, événements, et enchainement entre fonctions et événements (le cas échéant avec des opérateurs logiques pour scinder ou fusionner les flux)[4]. Les fonctions sont également liées aux entités organisationnelles responsables et aux données traitées[5].

- la structure organisationnelle[6], qui montre les relations entre entités organisationnelles

- les chaînes de valeur[6] qui représente un des groupes ou des familles de processus

## Exemples

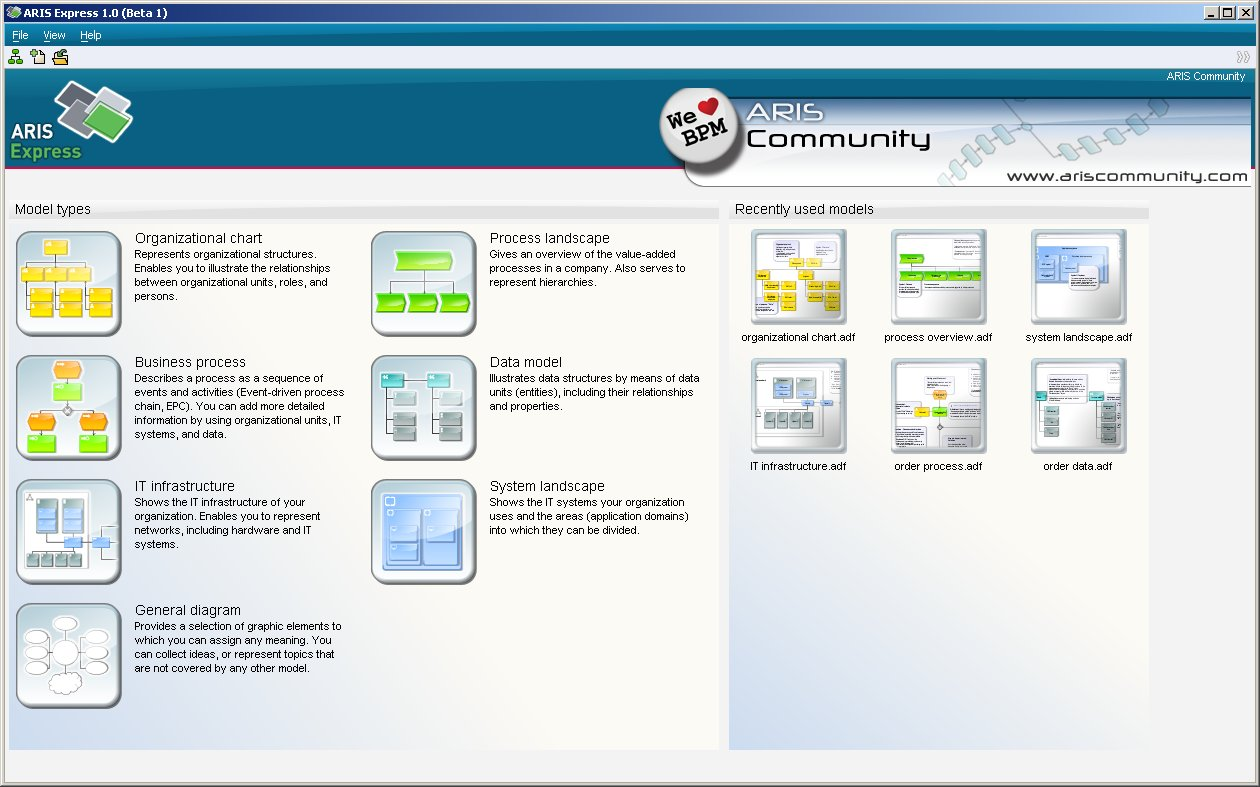
Example of ARIS Express
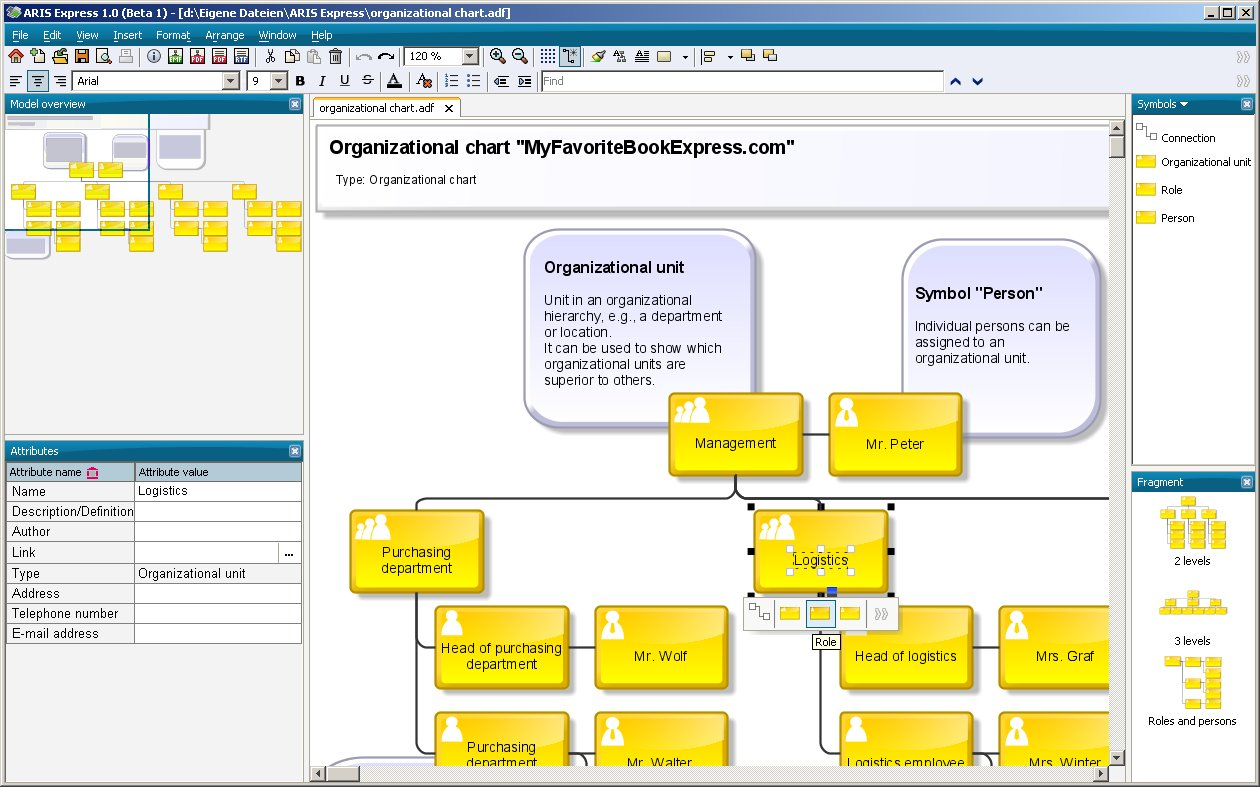
ARIS Express modelling